# 最後の真珠
「最後の真珠」（さいごのしんじゅ　丁: Den sidste Perle）は、ハンス・クリスチャン・アンデルセンの創作童話の一つ。『物語集（丁: Historier）』第一冊（1852年）および同第二冊（1853年）を『挿絵入り物語集』として一冊にまとめ1855年に刊行した際、同物語集に新たに加えられた12の童話のうちのひとつである。新たに加えられた他の童話として、『とび出した五つのエンドウ豆』『違いがあります』『ばかなハンス』『あの女はろくでなし』などがある。同年に生誕50周年を記念してデンマークで全集の刊行が始まっており、アンデルセンがすでに童話作家としての地位を確立した時期の作品である。

## あらすじ
あるところに金持ちで幸福な家があった。その家に跡取り息子が生まれ、たくさんの妖精たちがめいめいにその赤ちゃんに幸福の真珠を贈り物として持ってきた。それらの真珠には、それぞれ健康や富や幸福や愛などの人間がほしいと思うものが詰まっていた。家の守護霊はすべてのものが赤ちゃんに与えられたと喜んだが、赤ちゃんの守護天使はまだ贈り物を持ってきていない妖精が一人いるという。守護霊は家に足りないものがあることが気に入らず、守護天使に頼み一緒にその妖精を見つけに行く。
二人がたどり着いたのは、母親に死なれ悲しむ子どもと夫がいる家であった。母親がいつも座っていた部屋のすみには悲しみの妖精が座っていた。悲しみの妖精が涙を一粒こぼすと、その涙は悲しみの真珠、最後の真珠となった。守護天使は言う。「これが悲しみの真珠、人生になければならない最後の真珠です。人は悲しみを知ると本当の幸福がわかるようになり、自分にも他の人にもやさしくしてあげられるのです。」